# Jelta Wong
Pour les articles homonymes, voir Wong.
Jelta Wong est un homme politique papou-néo-guinéen.

## Biographie
À l'issue de sa scolarité à Kerevat (en) en Nouvelle-Bretagne orientale, il travaille dans le secteur privé, et s'établit en 2007 à Kokopo.
Il est élu député de la péninsule de Gazelle au Parlement national aux élections de 2017, sous les couleurs du Parti des ressources unies. Il est ministre de la Police dans le gouvernement de Peter O'Neill d'août 2017 à avril 2019,  puis est ministre de la Santé dans le gouvernement de James Marape de novembre 2019 à septembre 2020. Un remaniement ministériel le fait brièvement ministre de l'Aviation civile d'octobre à décembre 2020, puis il se voit confier à nouveau le ministère de la Santé.
Il doit ainsi faire face à la pandémie de Covid-19 en Papouasie-Nouvelle-Guinée. Il critique vivement les théories du complot qui circulent sur les médias sociaux, notamment Facebook, qui incitent une part importante de la population à ne pas croire en la pandémie ou à refuser d'être vaccinée. Il accueille l'envoi de vaccins par l'Australie et par l'Inde, mais admet que le gouvernement peine à mesurer l'ampleur réelle de la diffusion du virus dans le pays, en raison de capacités limitées de mener des campagnes de dépistage,.
Après les élections de 2022, remportées par James Marape et ses alliés, Jelta Wong est fait ministre des Pêcheries et des Ressources maritimes.